# أعمال شغب بالتيمور 1968
أعمال شغب بالتيمور 1968 هي انتفاضة قام بها السود في بالتيمور في الفترة من 6 أبريل إلى 14 أبريل سنة 1968. شملت الانتفاضة حشودا تملأ الشوارع، وحرق ونهب الشركات المحلية، ومواجهة الشرطة والحرس الوطني.
كان السبب المباشر لتلك الأحداث اغتيال الدكتور مارتن لوثر كينغ في مدينة ممفيس بولاية تينيسي، والتي سببت اضطرابات في 125 مدينة في جميع أنحاء الولايات المتحدة. يتم وصف هذه الأحداث أحيانا باسم انتفاضة أسبوع الآلام.
سبيرو أغنيو، و حاكم ولاية ماريلاند، ودعا للخروج الآلاف من الحرس الوطني القوات و 500 ماريلاند شرطة ولاية لاخماد الاضطرابات. عندما تقرر أن قوات الدولة لا يمكن السيطرة على التمرد وطلب اجنيو القوات الاتحادية من الرئيس ليندون جونسون.

## خلفية
بين الحرب العالمية الثانية وعام 1968 حدث تغيير ديموغرافيا في مدينة بالتيمور حيث زادت اعداد السكان السود وتقلصت اعداد السكان البيض. عاشت مجتمعات السود في فقر وارتفعت معدلات وفيات الرضع وزادت معدلات الجريمة المنظمة. وانخفض قطاع التصنيع بالمنطقة.

## لقراءة المزيد
- Levy, Peter B. "The Dream Deferred: The Assassination of Martin Luther King Jr. and the Holy Week Uprisings of 1968," Maryland Historical Magazine (2013) 108#1 pp 57–78.
- Minami, Wayde R. Baltimore Riot Was Maryland Air Guard's Largest Mobilization, Online
- Nix, Elizabeth, and Jessica Elfenbein, eds., Baltimore '68: Riots and Rebirth in an American City (2011), excerpt
- Peterson, John J. Into the Cauldron, Clavier House, 1973
- Scheips, Paul J. The role of Federal Military Forces in Domestic Disorders, 1945-1992. United States Army Center of Military History.

## وصلات خارجية
- موقع جامعة بالتيمور , بالتيمور 68: أعمال الشغب وولادة جديدة, "https://web.archive.org/web/20080611033617/http://www.ubalt.edu/template.cfm?page=1634",و يتضمن جدول زمني موسع لأحداث.